# 神河町立神河中学校
神河町立神河中学校（かみかわちょうりつ かみかわちゅうがっこう）は、兵庫県神崎郡神河町にある公立中学校。

## 沿革
- 2011年（平成23年）4月1日 神河町立大河内中学校と神河町立神崎中学校の統合により設立

## 通学区域
神河町全域（以下の4小学校区）
- 神河町立寺前小学校
- 神河町立長谷小学校
- 神河町立神崎小学校

## 通学区域が隣接している学校
- 市川町立市川中学校
- 姫路市立鹿谷中学校
- 宍粟市立一宮南中学校
- 宍粟市立一宮北中学校
- 朝来市立生野中学校
- 多可町立加美中学校
- 多可町立八千代中学校